# RENFE 269 sorozat
A RENFE 269 sorozat egy spanyol B'B' tengelyelrendezésű, 3 kV DC áramrendszerű, széles nyomtávolságú villamosmozdony-sorozat. 1973 és 1985 között gyártotta a CAF, a MELCO, a WESA, a GEE és a Ateinsa a RENFE részére. Összesen 265 db készült a sorozatból. Ez volt a Spanyol Államvasutak legnagyobb sorozata, rendszeresn vontattak express és talgo vonatokat, de még tehervonatokat is. Miután a selejtezésük megkezdődött, sok mozdonyt eladtak Chilének, ahol még napjainkban is sok üzemel belőlük. Helyüket a RENFE 252 sorozat vette át.